# Hycleus tavetana
Hycleus tavetana es una especie de coleóptero de la familia Meloidae.

## Distribución geográfica
Habita en Kenia.